# Metacolus azurescens
Metacolus azurescens är en stekelart som först beskrevs av Julius Theodor Christian Ratzeburg 1852.  Metacolus azurescens ingår i släktet Metacolus och familjen puppglanssteklar. Inga underarter finns listade i Catalogue of Life.